# 傅肜

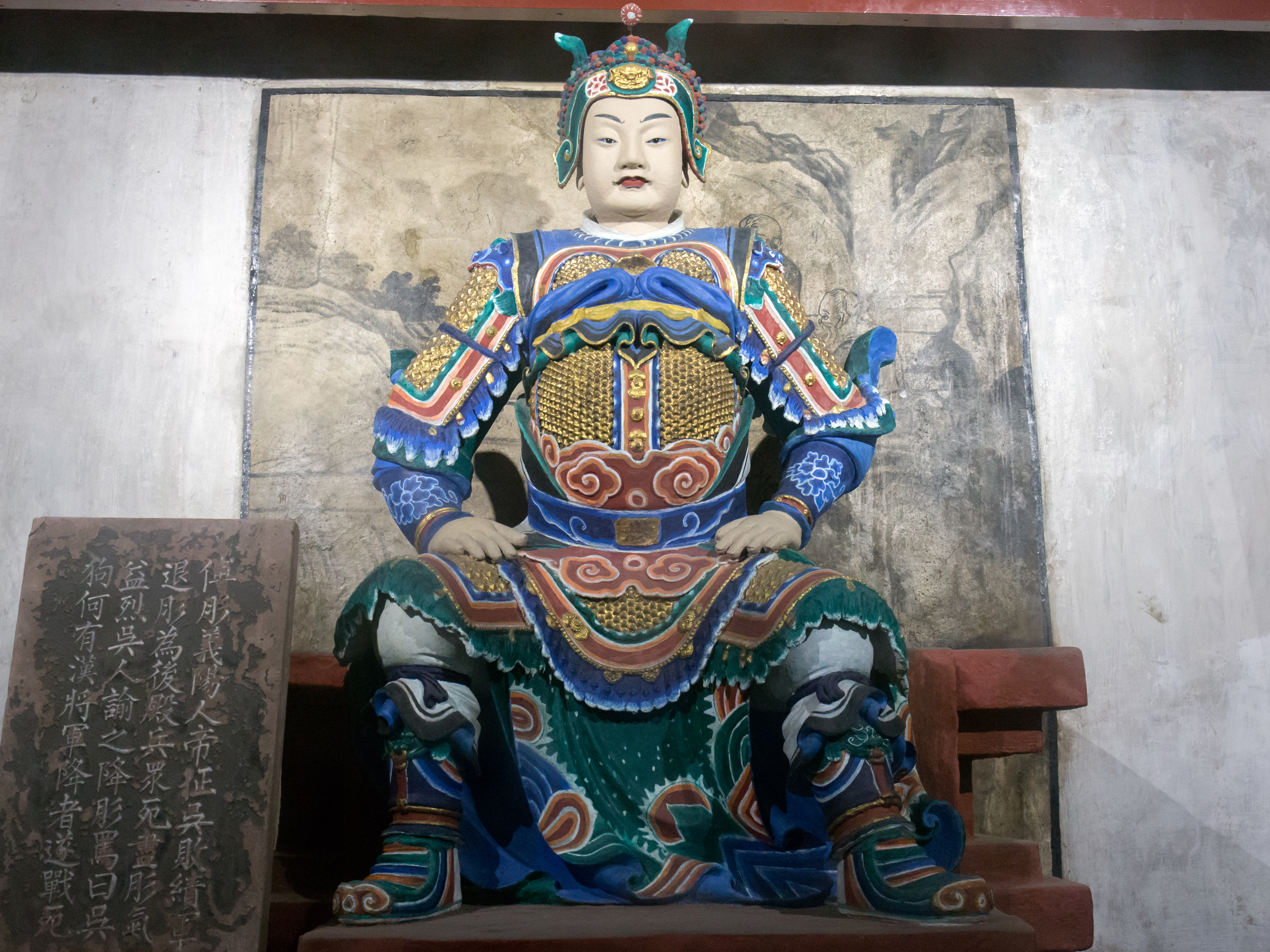
成都武侯祠的傅肜塑像

傅肜（？—222年），中國古典小說《三国演义》中作傅彤，义阳（今河南信阳）人，三国時期蜀汉将军。

## 生平
蜀汉章武元年（221年），傅肜随刘备伐吴。章武二年（222年），吴将陆逊在猇亭大败蜀军，劉備被迫退军。傅肜負責殿後，一直抵抗追擊的吳軍。雖然傅肜身邊士卒都死盡，但傅肜仍然沒有退縮之意，殺敵的怒氣更盛。當時吴軍勸喻傅肜投降，但傅肜怒骂道：“吴狗！何有汉将军降者！”于是英勇战死。其子傅僉，乃是蜀漢後期將領，曾幫助姜維攻打魏國。

## 家庭
- 子: 傅僉，亦為蜀漢將軍。魏滅蜀之戰時與魏軍力戰而死。
- 孫: 傅著、傅募，傅僉之子，為司馬炎沒入奚官，免為庶人。

## 評價
陳壽 ：“論者嘉其父子奕世忠義。”
司馬炎：“傅僉父子，天下之善一也。”

## 资料来源
- 《三国志·蜀书·季汉辅臣赞》
- 《資治通鑑·卷六十九》